# Гурген (царь иберов)
Гурген (груз. გურგენი; умер 1008), также известный как Гурген Магистрос, Гурген II Магистрос — царь царей картвелов и правитель Тао-Кларджети из династии Багратионов с 994 по 1008 гг. Магистрос был титулом, присвоенным ему византийским императором Василием II.

## Биография

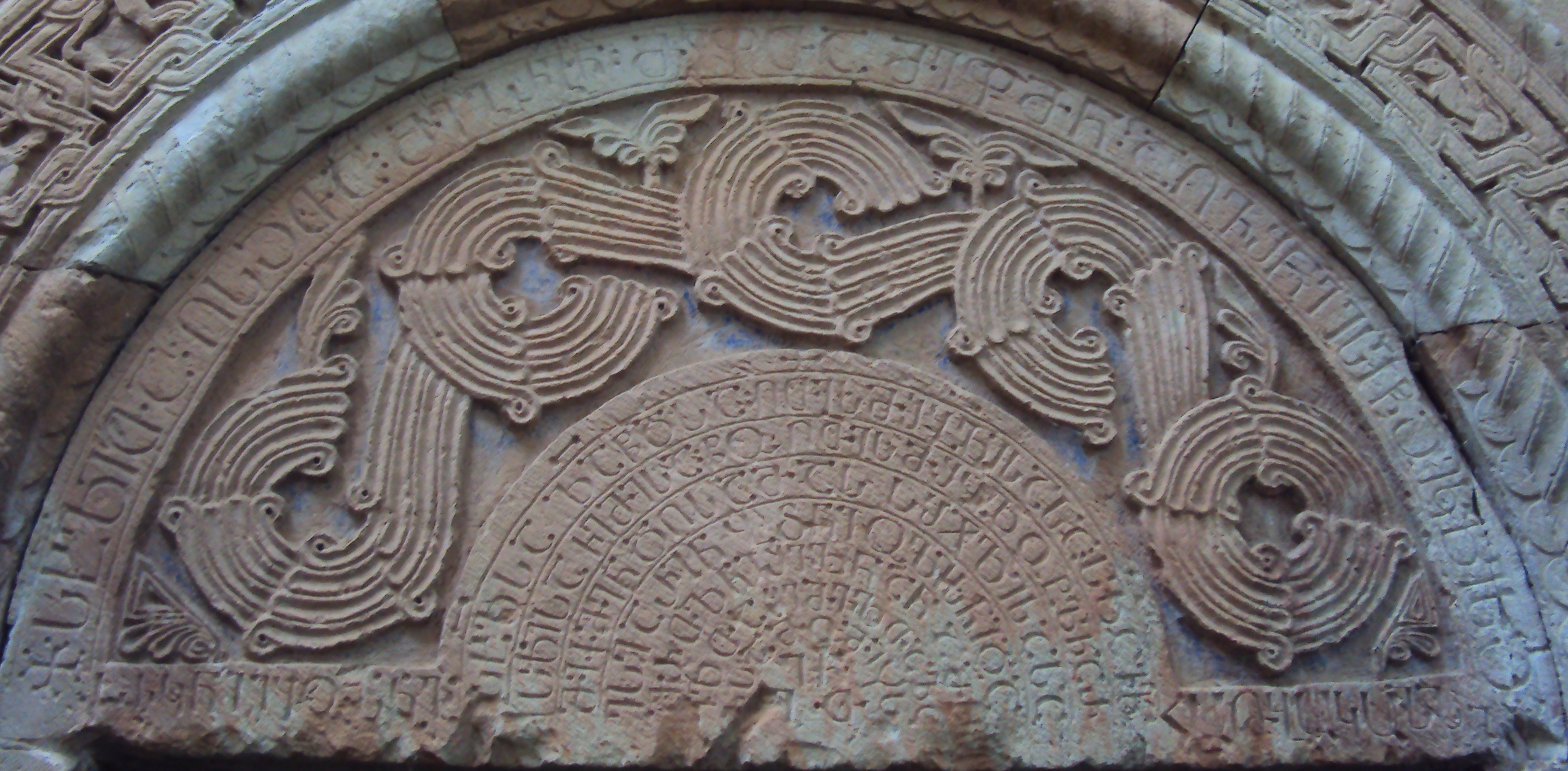
Надпись «Гурген, царь царей» в церкви Ишхани, датированная 1006 годом.

Гурген был сыном Баграта II, который царствовал как царь иберов с 958 по 994. Гурген был женат на Гурандухт, дочери абхазского царя Георгия II. Около 960 года она родила сына по имени Баграт. Последний был усыновлен его родственником, могущественным князем Верхнего Тао, Давидом III Курапалатом в качестве наследника. В 975 году Баграт, еще будучи подростком, был назначен Давидом правителем в Картли (внутреная Иберия) под властью Гургена. Три года спустя Баграт был коронован как царь абхазов, а Гурген остался его соправителем в Картли и помог своему сыну в борьбе против аристократической оппозиции.
В 989 году Баграт планировал нанести последний удар князю Клдекари Рати, который владел большим владением в Триалети. Гурген вместе со своей армией ждал своего сына на границе Шавшети, когда Давид III, будучи дезинформированным о том, что его родственники намеревались устроить вторжение в его владения, внезапно атаковал войска Гургена, заставив его бежать в крепость Цепти. В этом кратком конфликте отец Гургена, Баграт II, встал на сторону Давида. Багратиды впоследствии примирились, но неудачное восстание Давида против Византийской империи и последующий договор с императором Василием II разрушили предыдущую договоренность, по которой Давид сделал Баграта (сына Гургена) преемником своего обширного княжества.
В 994 году Баграт II умер, и Гурген стал его преемником, коронован как царь-царей Иберов. В это царство входили Тао, Шавшети, Месхетия, Джавахети, Аджария и некоторые второстепенные земли в историческом Тао-Кларджети. После смерти Давида в 1000 году Гурген и Баграт встретились с Василием, но, не в силах предотвратить присоединение владений Давида к Византии, были вынуждены признать новые границы. В этом случае Баграт был удостоен византийского титула куропалата, а Гурген - титула магистра, фактически конкурирующие титулы, поскольку достоинство, присвоенное сыну, было более почитаемым, чем присвоенное отцу. Это было сделано императором, как говорится в грузинских хрониках, чтобы повернуть Гургена против Баграта, но он серьезно просчитался. Позже в том же году Гурген попытался силой вторгнуться в земли, бывшие под владением Давида Куропалата, но византийский полководец Никефорос Уранос, Дукс Антиохии, заставил его отступить.

## Наследие
Гурген умер в 1008 году, оставив свой трон своему сыну, царю Абхазии Баграту III, что позволило последнему стать первым царем единого грузинского царства.